# Réaumur
Réaumur – miejscowość i gmina we Francji, w regionie Kraj Loary, w departamencie Wandea.
Według danych na rok 1990 gminę zamieszkiwało 736 osób, a gęstość zaludnienia wynosiła 33 osoby/km² (wśród 1504 gmin Kraju Loary Réaumur plasuje się na 704. miejscu pod względem liczby ludności, natomiast pod względem powierzchni na miejscu 473.).